# Aeroportul Kópasker
Aeroportul Kópasker (IATA: OPA, ICAO: BIKP) este un aeroport din Norðurþing⁠(d), Norðurland eystra⁠(d), Islanda ce deservește zona Kópasker. A fost numit după zona deservită.
Situat la o altitudine de 6 m, aeroportul dispune de o singură pistă.